# MOA-Kunstmuseum

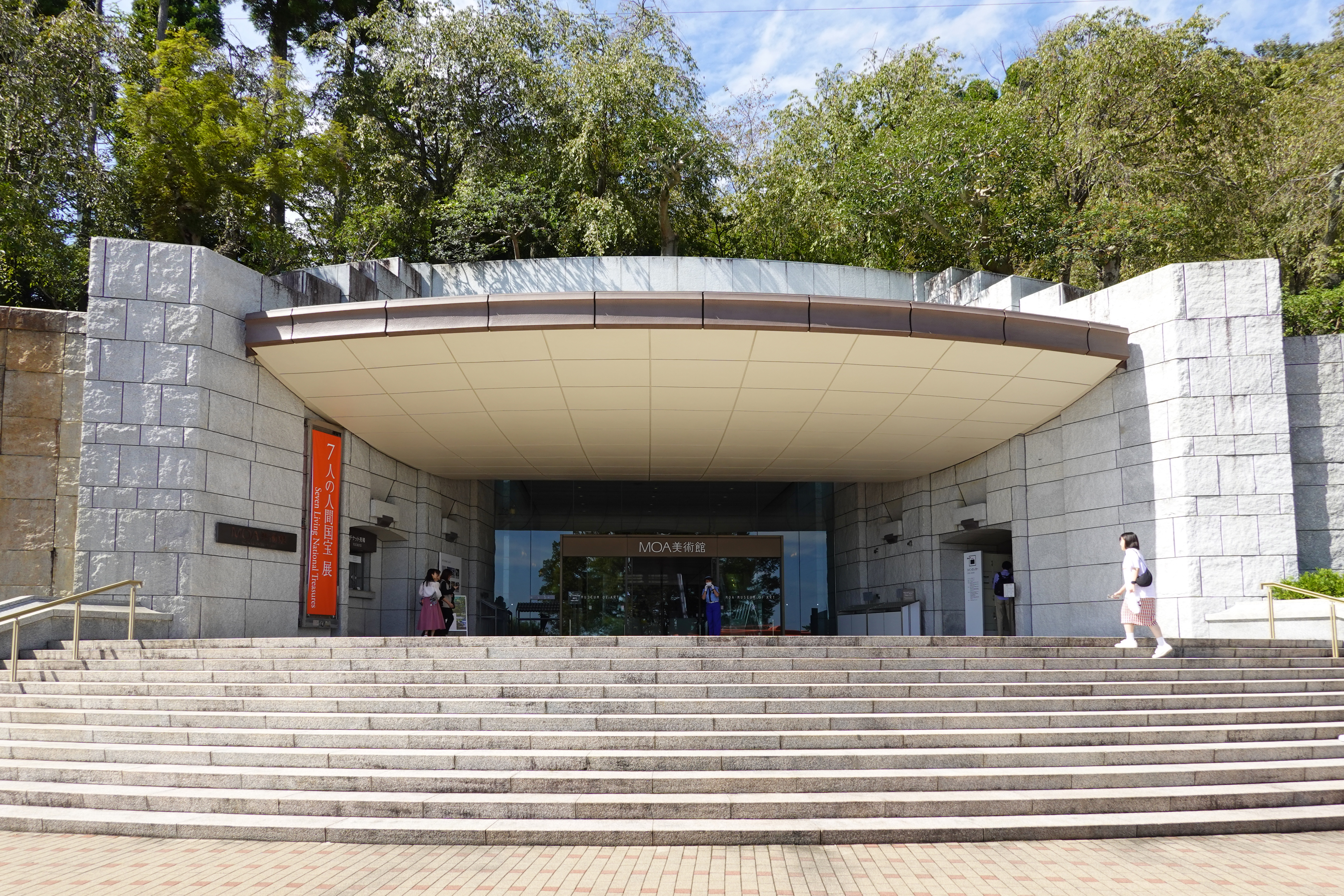
Unterer Eingang zum Museum

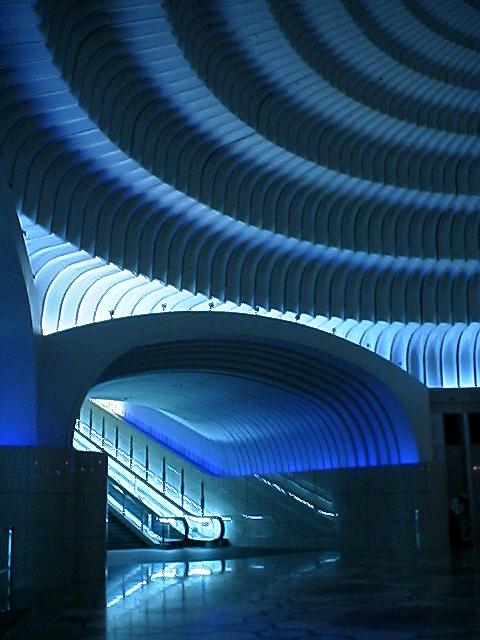
Unterirdische Halle im Treppenhaus

Das MOA-Kunstmuseum (japanisch MOA美術館, MOA bijutsukan, engl. MOA Museum of Art) in Atami (Präfektur Shizuoka, Japan) besitzt eine bedeutende Sammlung von Werken aus allen ostasiatischen Kunstepochen.

## Hintergrund
Der Begründer der neuen religiösen Bewegung Sekai Kyūsei-kyō (世界救世教, dt. „Welterlösungsreligion“), Okada Mokichi (1882–1955) war der Meinung, dass hervorragende Kunst die Seele des Menschen befrieden könne. Er führte daher seine Sammlung 1952 in eine Stiftung über, die sie der Öffentlichkeit zugänglich machte. Das geschah zunächst in Hakone-Gora in dem „Hakone-Kunstmuseum“. 1957 folgte dann der Bau des Atami bijutsukan, das dann 25 Jahre später ersetzt wurde. Man begnügte sich nicht mit einem Ersatz am alten Ort, sondern errichtete auf einer Anhöhe über Atami einen Neubau in beträchtlicher Größe. Die Einweihung fand am 1. November 1982 statt, dem 100. Geburtstag Okadas.

## Der Museumsbau
Der untere Eingang des Museums befindet sich am Hang einer Anhöhe über Atami. Hat der Besucher ihn passiert, fährt er mit drei langen Rolltreppen hoch hinauf in eine unterirdische Halle. Das ist ein Rundbau von 10 m Höhe und 20 m Durchmesser, in dem z. B. Laserlichtspiele gezeigt werden können. Dann geht es weiter mit Treppen bzw. Rolltreppen, die im Erdgeschoss oder gleich im zweiten Stock enden. Nun hat man vom Eingang aus eine Höhe von 50 m überwunden und befindet sich 260 m über dem Meer. Vor den großen Fenstern breitet sich tief unten die Sagami-Bucht mit der nahen Insel Hatsushima aus. Das Museum ist von einem Garten umgeben, in dem an prominenter Stelle „König und Königin“, eine große Plastik von Henry Moore zu sehen ist. Der Gebäudekomplex umfasst neben den Ausstellungshallen (2.600 m²) eine Nō-Bühne und einen „goldenen Teeraum“ (黄金の茶室, Ōgon no chashitsu) als eine Rekonstruktion des prächtigen Teehauses Toyotomi Hideyoshis mit Goldgeschirr. Weiter gibt es Läden, Restaurants und große und kleine Teehäuser im Garten.

## Die Sammlung
Die Sammlung umfasst chinesische und japanische Gemälde, Kalligraphie, Keramik und Skulpturen; chinesische Bronzen; japanische Lackwaren, Metallobjekte und Drucke. Zur Sammlung gehören auch ein Gandhara Stein-Bodhisattva, zwei Landschaften von Monet, ein Porträt, das Rembrandt zugeschrieben wird und die erwähnte Skulptur von Moore. Unter den chinesischen Gemälden ist zu erwähnen das aus der Tang-Zeit aus der Turfan-Gegend, eine Dame mit Begleiterin unter einem Baum. Aus der Song-Dynastie gibt es zwei Hängerollen, die Ma Yuan zugeschrieben werden.
Das älteste japanische Gemälde stammt aus der Nara-Zeit, es ist ein Teil der Inga-Sutra (因果経). Eine Abschrift der Hokke-Sutra (法華経) ist mit einem bebilderten Ende versehen. Buddhistische Figuren-Malerei stammt hauptsächlich aus der Kamakura-Zeit. Aus der Muromachi-Zeit stammt ein Porträt des Zen-Priesters Ikkyū. Der Maler Kaihō Yūshō (1533–1615) ist mit guten Werken vertreten. Aus dem Beginn der Edo-Zeit sind ein Selbstporträt und andere Arbeiten von Iwasa Matabē (1578–1650) erhalten. Die Zeit der ersten Begegnung Japans mit der europäischen Kunst zur Zeit der Missionierung um 1600 ist durch ein Stellschirm-Paar, das westliche Adelige in einer Landschaft darstellt, vertreten. Das Stellschirm-Paar Ogata Kōrins „Rote und Weiße Pflaumen“ ist Nationalschatz. Zu sehen ist das Paar allerdings nur im Februar während der Pflaumenblüte, die sich dann vor dem Museum draußen in der Natur fortsetzt.
Es gibt eine große Sammlung von Ukiyo-e Künstlern mit Kaigetsudō Ando, Torii Kiyonobu, Miyagawa Chōshun, Suzuki Harunobu, Katsushika Hokusai, Kitagawa Utamaro, Katsukawa Shunshō, Sharaku, Utagawa Hiroshige zu sehen. Von den Malern des 20. Jahrhunderts besitzt das Museum Gemälde im Nihonga-Stil von  Yokoyama Taikan, Maeda Seison und Takeuchi Seihō.
Die chinesische Kalligraphie wird repräsentiert u. a. durch das Blatt mit zwei großen Zeichen, 雲歸, gemalt vom Song-Priester Wu Zhun (無 準) und durch verschiedene Kalligraphien von Meistern der Yuan-Zeit. Zur großen Sammlung japanischer Kalligraphien gehören die Alben mit dem Titel Kambokujō mit Schriftstücken aus dem 7. Bis 14. Jahrhundert. Weiter finden sich Kalligraphien auf farbigem Untergrund (Shikishi) aus der späten Heian-Zeit, Schriftstücke der Priester Daitō Kokushi (Shūhō Myōchō) und Musō Kokushi (Musō Soseki) aus der Kamakura-Zeit in der Sammlung.
Unter den Chinesischen Skulpturen finden sich eine Kannon aus der Sui-Zeit und zwei vergoldete Bronzestatuen, eine aus der Sui-Zeit, die andere aus der Tang-Zeit. Das Museum besitzt eine ganze Reihe von Bronzespiegeln, angefangen von der Zeit der streitenden Reiche bis in die Tang-Zeit. Japan ist vertreten durch kleine buddhistische Bronzefiguren aus der Asuka- und Nara-Zeit. Aus der Kamakura-Zeit stammt die Skulptur eines sitzenden Amida Nyorai mit zwei kleineren Begleitern.
Chinesische Bronzen und Keramik umfassen einen weiten Zeitraum der chinesischen Kultur. Zur Sammlung Japanische Keramik gehören fünf Momoyama-Oribe-Schalen, eine Teeschale von Chōjirō (1516–1592), dem Begründer der Raku-Keramik, eine weitere von Hon’ami Kōetsu, die er für den Tee-Meister Kobori Enshū anfertigte, eine von Nin’ami Dōhachi. Prunkstück ist der mit Wisterien geschmückte Teebehälter von Ninsei. Es gibt Lackwaren aus der Kamakura- und Muromachi-Zeit, auch eine Schachtel, die Kōetsu zugeschrieben wird. Unter den Metallobjekten finden sich vor allem rituelle buddhistische Geräte der Heian- und Kamakura-Zeit.

## Nationalschätze
- Teebehälter mit Wisterienblüten (色絵藤花文茶壺, Iroe fujihana-mon chatsubo) von Nonomura Ninsei (野々村仁清), Edo-Zeit
- Stellschirm-Paar mit roten und weißen Pflaumen (紅白梅図屏風, Kōhakubai-zu byōbu) von Ogata Kōrin
- Sammlung von Schriftstücken (手鑑「手鑑 翰墨城」)
  - Sammlung von Schriftstücken (手鑑「手鑑 翰墨城」姿図, Tekagami „Kambokujō“ sugata-zu), Nara-Muromachi-Zeit
  - Sammlung von Schriftstücken (手鑑「手鑑 翰墨城」春遊, Tekagami „Kambokujō“ shun’yū), Heian-Zeit (Fujiwara no Yukinari)
  - Sammlung von Schriftstücken (手鑑「手鑑 翰墨城」高野切, Tekagami „Kambokujō“ Kōya-kiri), Heian-Zeit (Ki no Tsurayuki zugeschrieben)

Mehr als 50 weitere Objekte sind vom Staat als „Wichtige Kulturgüter“ eingestuft.

## Galerie

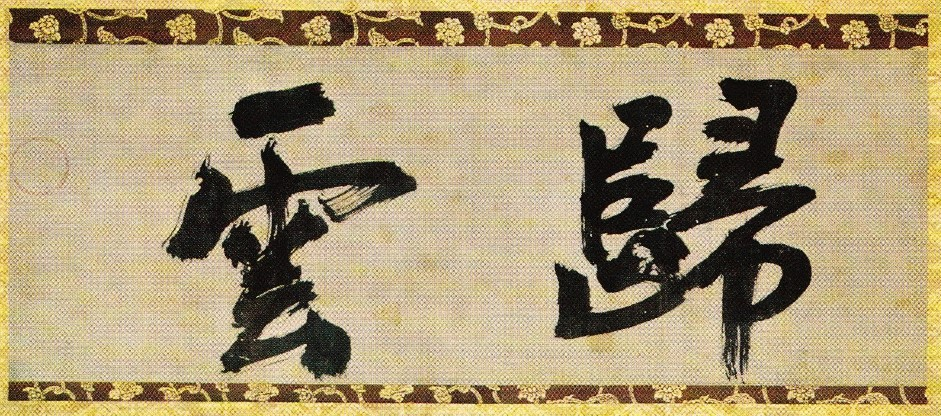
Kalligraphie „Ki un“ (von rechts zu lesen)
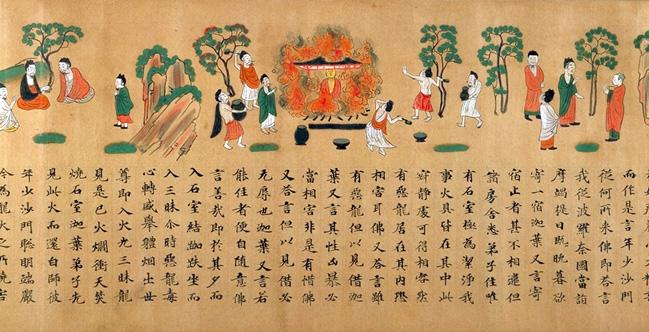
Aus der Inga-Sutra
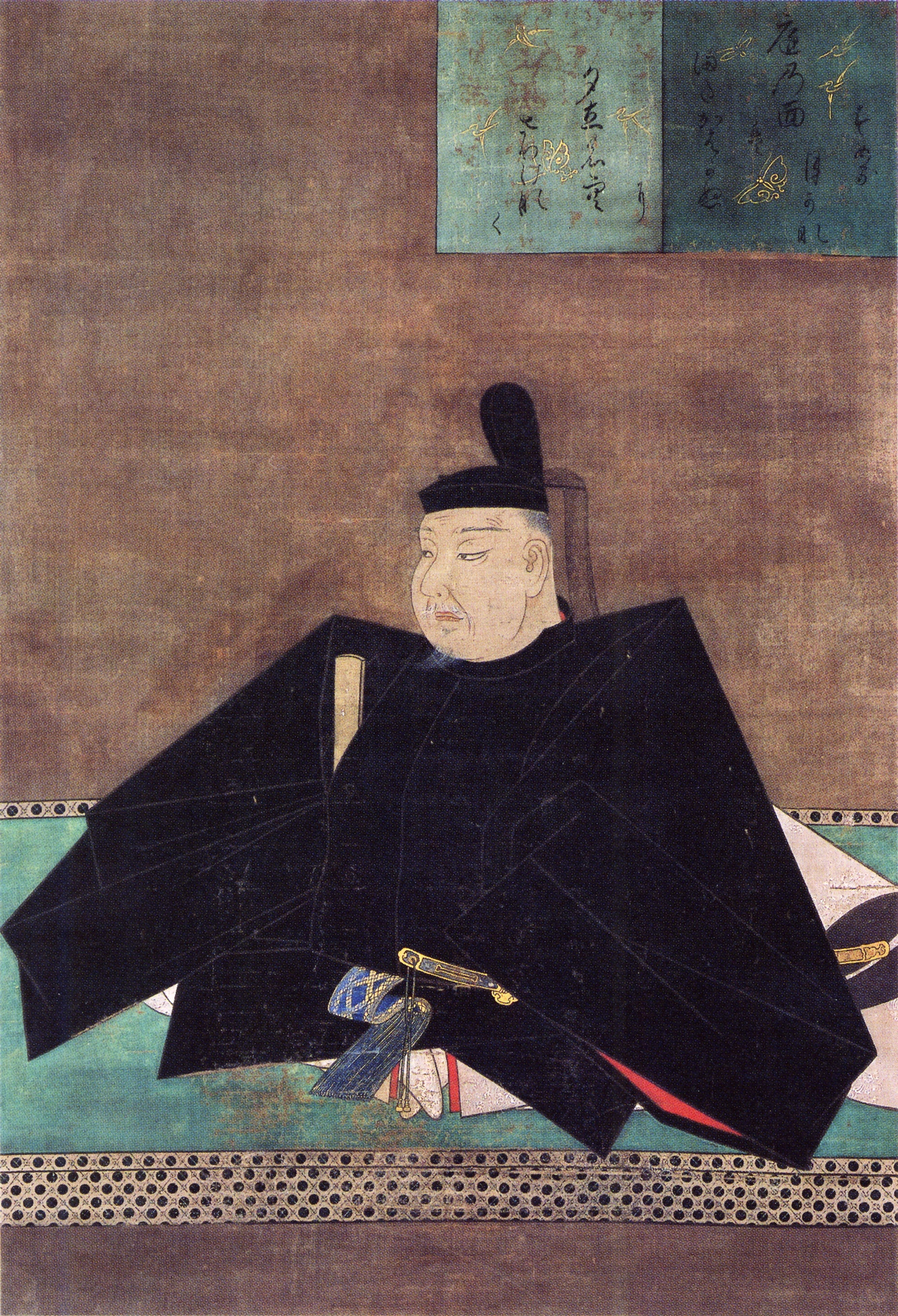
Minamoto no Yorimasa
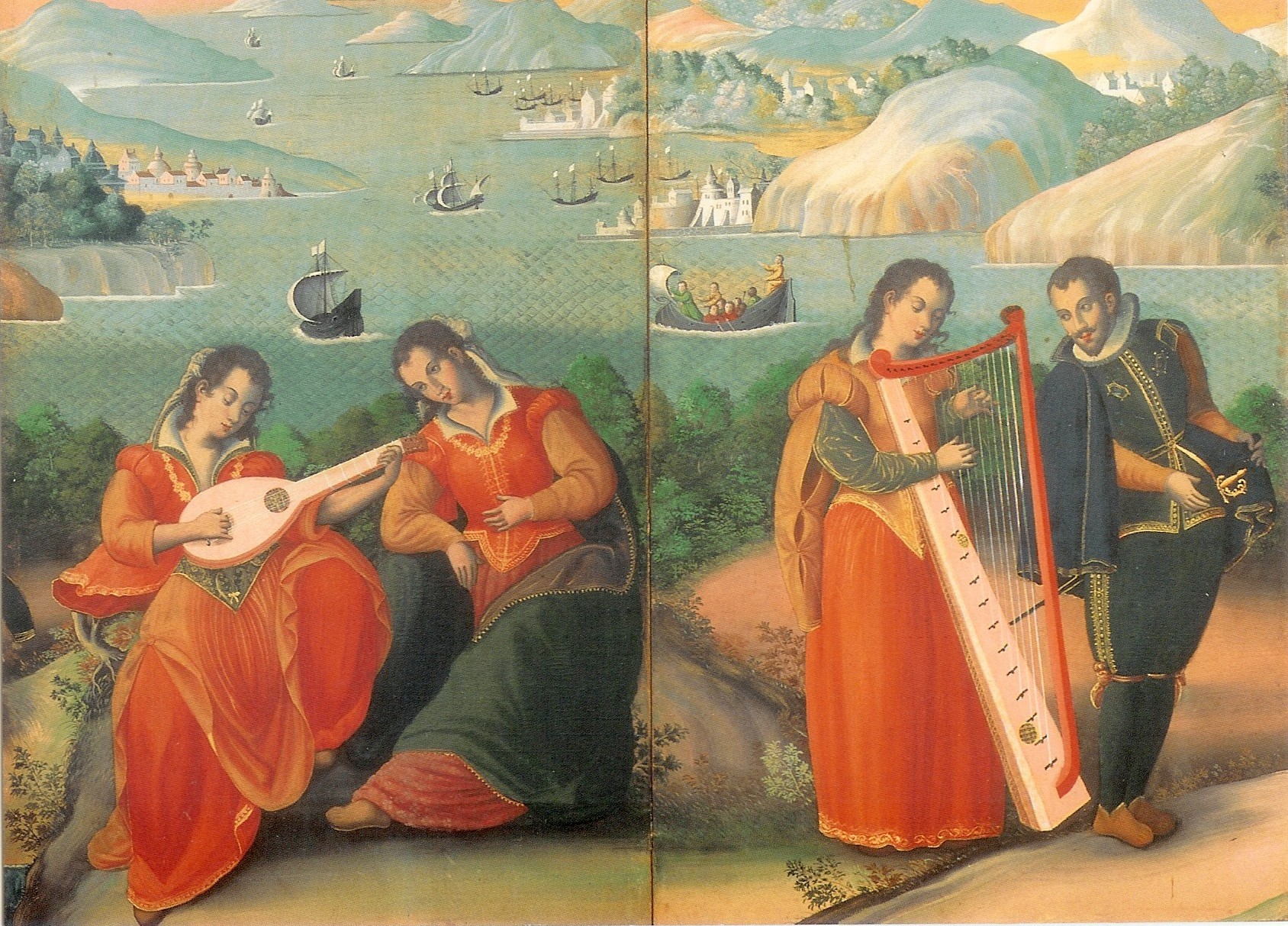
Stellschirm mit westlichen Motiven (Ausschnitt)
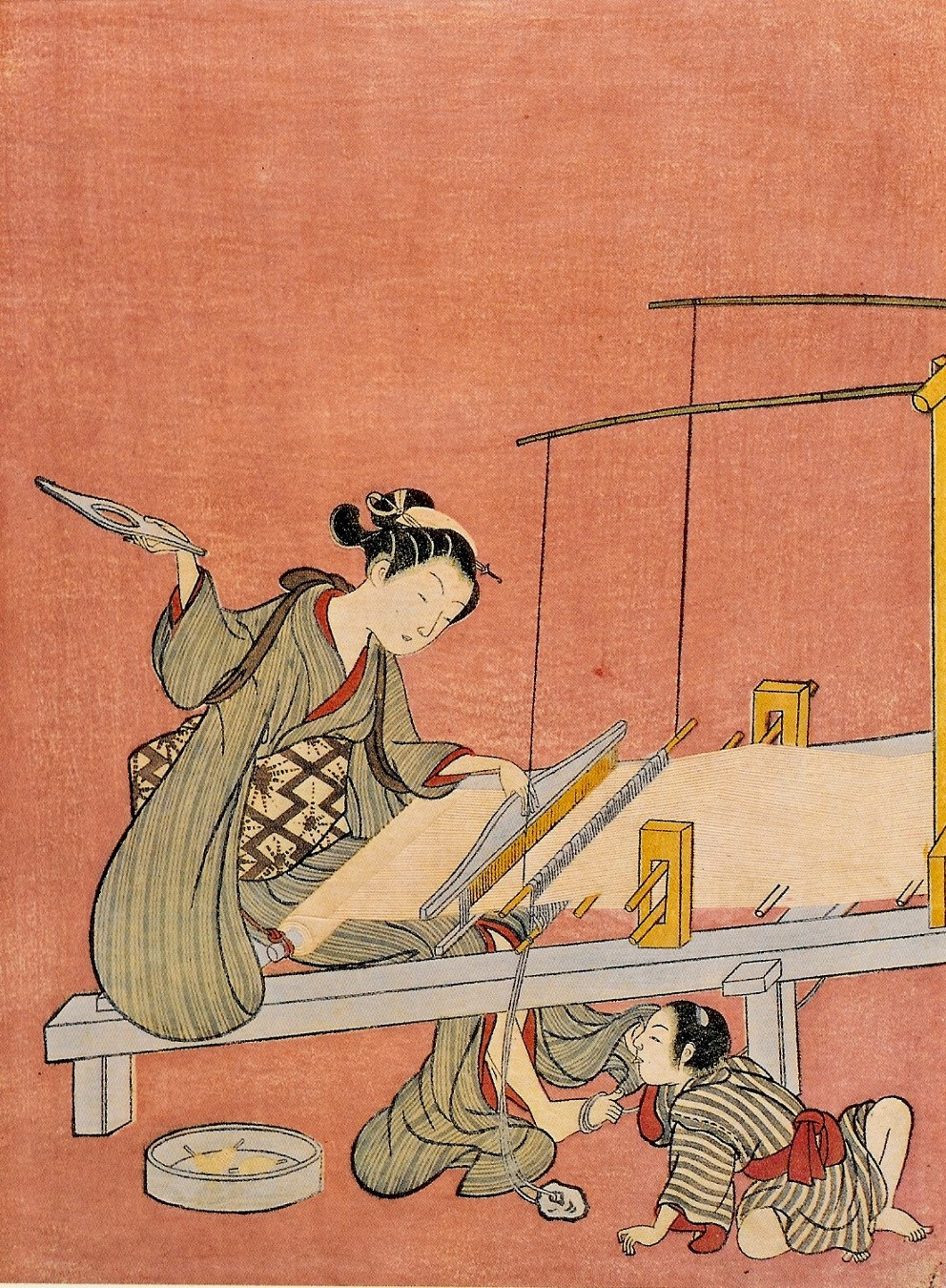
Mädchen am Webstuhl (Harunobu)